# アズナス

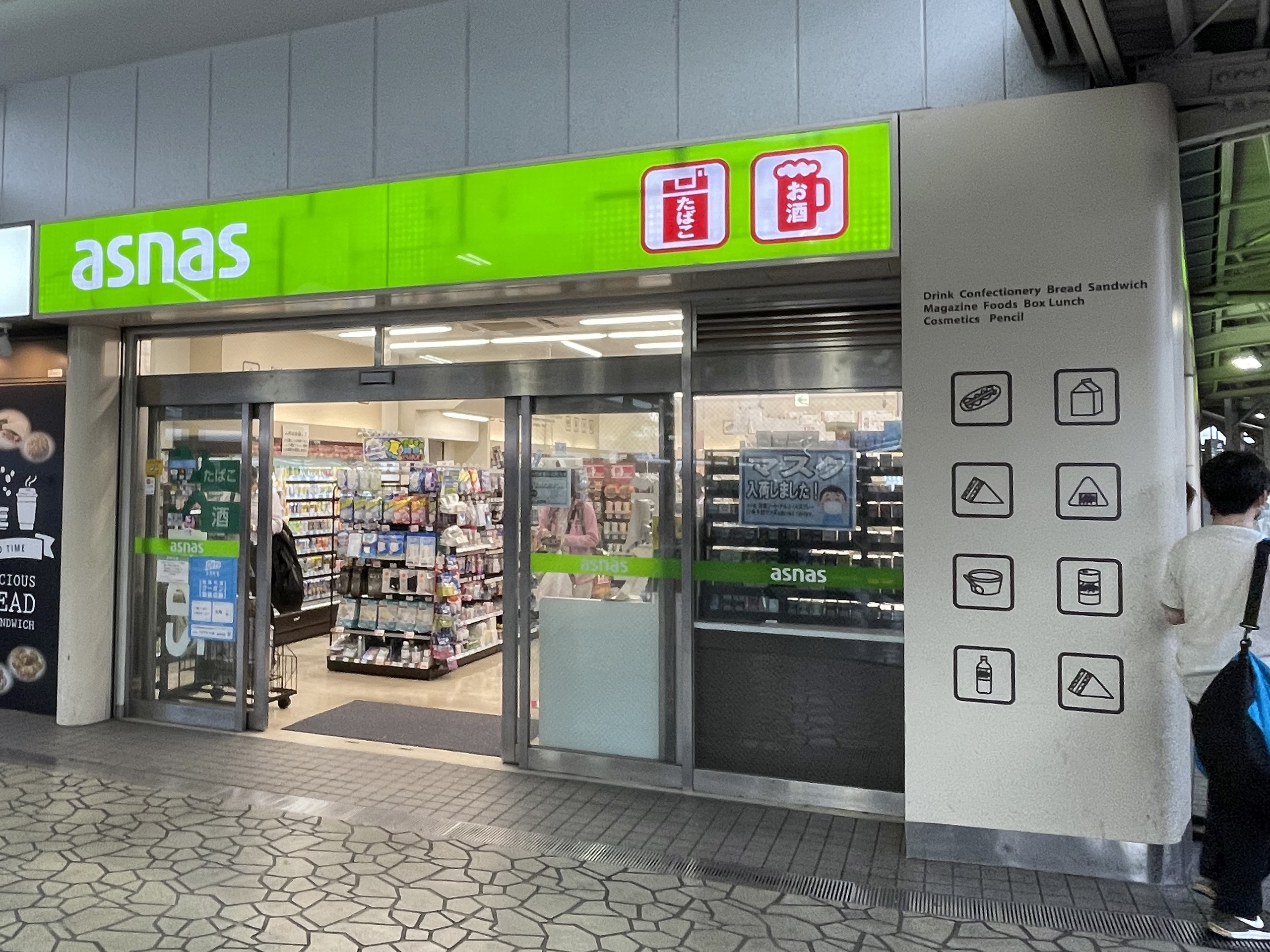
アズナス十三店

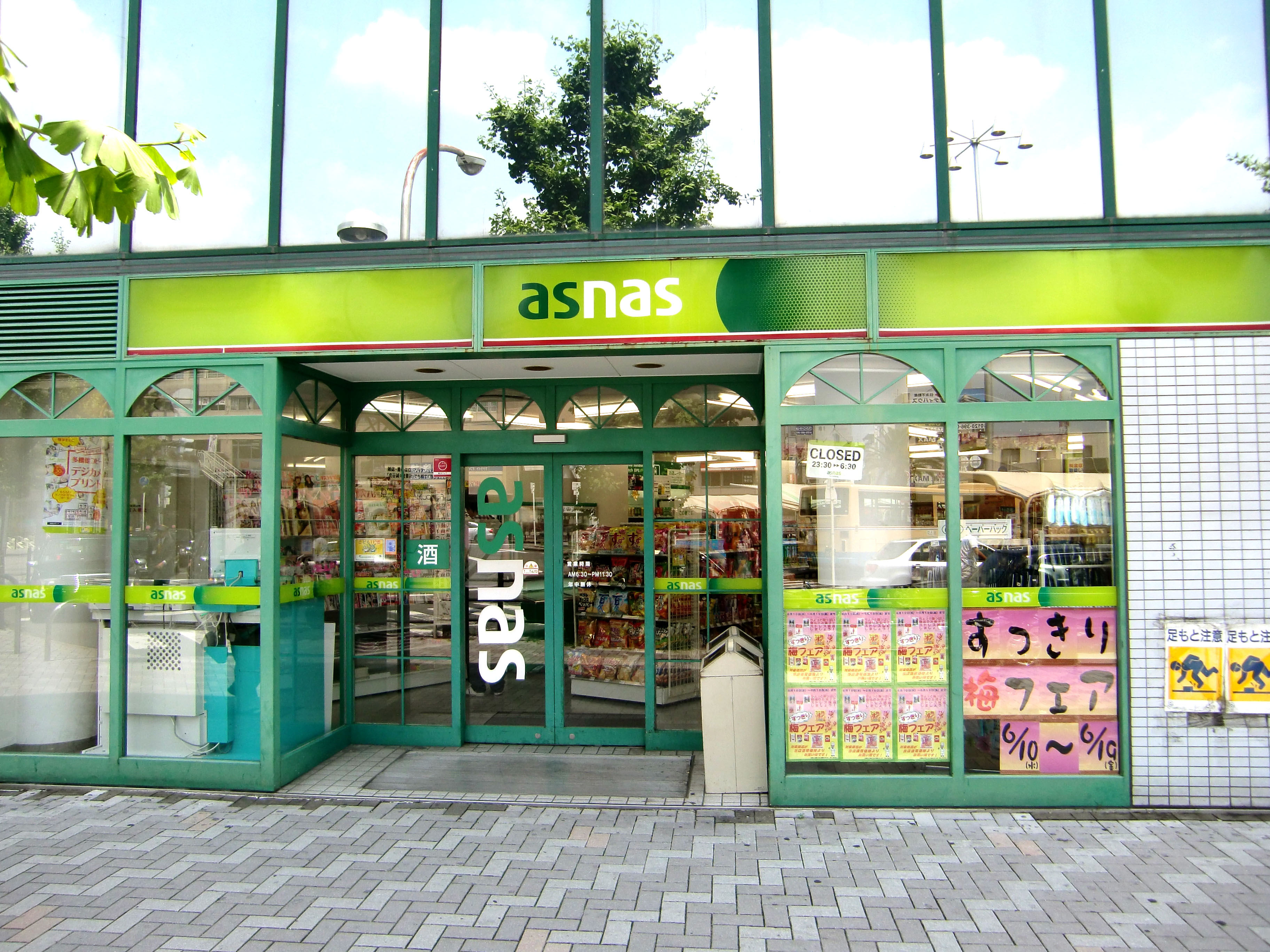
アズナス茨木店

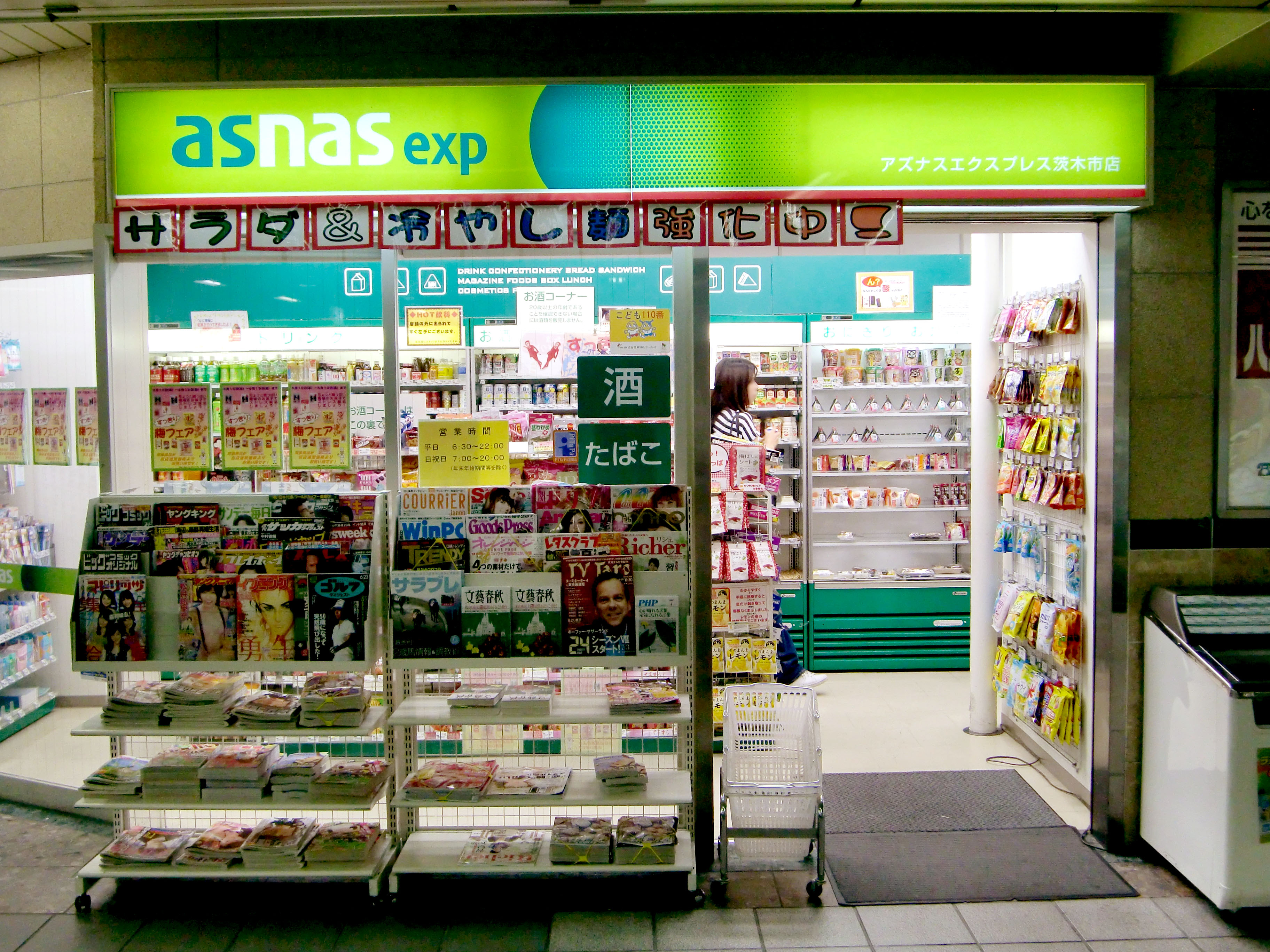
アズナスエクスプレス茨木市店

株式会社アズナス（英: asnas Co., Ltd.）は、エイチ・ツー・オー リテイリングの子会社であり、阪急阪神東宝グループ所属企業のひとつである。自社ブランドのコンビニエンスストア「アズナス」を展開していたが、2021年に「ローソン」へのフランチャイズ店舗への転換が決定し、同年内に全店舗が営業終了となった。以降は、株式会社アズナスが旧アズナスから改装されたローソン店舗をフランチャイズ経営している。

## 歴史・概要
1995年（平成7年）4月20日に阪急電鉄十三駅に日本初の駅のホーム上にあるコンビニエンスストアとして1号店を開店したのが始まりである。
阪急電鉄の駅内や駅前を中心に出店して1997年（平成9年）1月時点で9店舗中3店舗が1日平均100万円超を売り上げるなど電車の乗降客の利用が見込める駅でのコンビニエンスストアの強さを発揮した。
2001年（平成13年）に通常のコンビニエンスストアタイプのアズナスの他に、駅の売店に近いより小型店のアズナスエクスプレス(asnas exp)を展開し始め、2009年（平成21年）4月1日時点で62店舗のうちアズナスエクスプレスが26店舗を占めるまで店舗数を増やしている。なお、阪急電鉄グループの第三セクターである北大阪急行電鉄の駅に展開される構内売店は、全てアズナスエクスプレスである。
2007年（平成19年）3月から三井住友カードやNTTドコモ関西と協力して電子マネーのiDを導入して店頭での支払い方法の多様化を図った。
2008年（平成20年）4月1日に阪神電気鉄道の100%出資子会社である阪神ステーションネットから運営を受託してアズナスと一体的な運営を行って来たコンビニエンスストアアンスリーの全8店舗を2009年（平成21年）4月1日には阪神ステーションネットの関係する全従業員16人と共に引継いでアズナスに転換し、阪神電気鉄道の駅構内などにも店舗を展開するようになった。
2010年（平成22年）4月19日に阪神西梅田店へ発光ダイオード(LED)照明116台を導入して環境配慮型の新店舗に改装したほか、大阪市内の中小企業支援の一環として大阪産業創造館と大阪市が開催した「『おいしく元気に疲労回復！』レシピ開発プロジェクト」に応募してきたレシピを元にした弁当やおにぎりを2011年（平成23年）11月29日から販売するなど新たな展開も始めている。
同じ阪急電鉄子会社の総菜製造販売会社いいなダイニングの寿司などを販売しているほか、2011年（平成23年）11月に阪急電鉄や阪神電気鉄道の駅名標デザインの携帯クリーナー付き飲料水を発売したり、2012年（平成24年）2月7日からグループの阪急阪神レストランズが阪急電鉄沿線で運営する「阪急そば」を再現したカップ麺や同そば店の人気メニュー「天たま丼」を発売したり、同月から阪急電車や阪急梅田駅をあしらったハローキティのご当地バージョンを発売したほか、同年5月15日から阪神電気鉄道が自社の線路の高架下に設置した植物工場の阪神野菜栽培所で無農薬のグリーンリーフレタスを使ったサラダを発売して健康志向の女性に人気を博すなど阪急阪神グループとしての強みを生かしたオリジナル商品を展開している。
2019年8月1日に、エキ・リテール・サービス阪急阪神からアズナス事業を分割し、エイチ・ツー・オー リテイリングが子会社として2019年4月18日に設立した株式会社アズナスへ事業を譲渡した。
2021年6月24日、エイチ・ツー・オー リテイリングがコンビニエンスストア大手のローソンとの包括業務提携契約の締結を発表し、その内容のひとつとして、2021年7月26日よりアズナス全98店舗を順次ローソンにブランド転換することを表明、転換により株式会社アズナスはローソンのフランチャイズオーナーとなる。以降、順次閉店・転換が進められ、2021年11月24日の「アズナスエクスプレス宝塚」の閉店を以て、アズナスブランドの店舗が完全消滅した。

## 名前の由来
英語の「as soon as」から来ている。1995年（平成7年）4月20日に阪急十三駅の2号線と3号線に挟まれたホームに1号店がオープンした際、その位置ゆえに、乗り継ぐ電車を待つ間のわずかな時間でも買い物ができるという意味で名づけられた。
ロゴは、現在では「asnas」と表記されているが、2003年頃までは、「ASsooNAS」と、「as soon as」の意味であることが分かるロゴになっていた（その当時から読み方は「アズナス」であった）。

## 備考
- スルッとKANSAIが発行するICカードPiTaPaを使用した支払いも可能である（PiTaPa機能のないクレジットカードでの支払いはできない）。
  - 他の有名コンビニエンスストアチェーンとは違い、以前はPiTaPa・iD以外の電子マネーでの支払いは不可能であったが、2018年にはICOCA（電子マネーの相互利用を実施している交通系ICカード[21]を含む）・Edy・QUICPay・WAON・nanacoでの支払いが可能となった[22]。これにより、ローソン[23]、ファミリーマート[24]などが導入するWAONと、セブン-イレブン[25]などが導入するnanacoの両方に対応することになり、取り扱いカードが比較的豊富となった。ただし、チャージには非対応であるほか、クオカード、バーコード決済は現時点では利用不可となっている。
- 営業時間は24時間営業ではなく、店舗によって異なるが、大体は朝の7時から夜の11時ないし11時30分である（但し殆どの「アズナスエクスプレス」ではそれよりは閉店時間が早い）。
- 2007年（平成19年）3月より、京阪・南海・近鉄との5社共同事業として電気ガス料金等の収納代行サービスを開始した。
- 一部の店舗では、JR東日本ウォータービジネス開発商品の発売も行われている。

## 店舗
ローソンに転換された株式会社アズナス運営店舗は、「ローソンHA ○○店」（旧アズナス店）、「ローソンHB □□店」（旧アズナスエクスプレス店）の店名となっており、通常のローソン店舗とは一部サービスや取扱商品が異なっている。

### 過去に営業していた店舗
ローソンに転換した店舗は除く。

#### アズナス
- 旧・山田店 - 阪急山田駅前のバスロータリーの北側に営業していたが、駅前の再開発を前に閉店。その後、駅舎改築の完成とともに新店舗が開業。
- 梅田店 - 現・ブックファースト梅田2階店あたり（阪急三番街南館、JR大阪駅連絡通路）で営業。
- 阪急宝塚山手台店 - 2004年2月27日開店、2010年5月21日をもって閉店[27]。
- グランフロント大阪店 - 2014年5月11日をもって閉店。跡地にはファミリーマートうめきたセラー店が出店。
- 夙川店 - 2016年9月27日閉店。
- 三国店
- 三宮店 - 阪急神戸三宮駅1階で営業していたが、駅ビル建て替え工事のため閉店。
- 旧・梅田東口店 - 阪神梅田駅東改札口そば（現在の駅長室がある場所）で営業していたが、阪神百貨店梅田本店建て替え工事に伴い閉店。のち、旧駅長室があった現在地に移転し同じ店舗名で再オープン。2021年10月13日にて再閉店、ローソンに転換。
- エビスタ西宮店（アンスリー時代は西宮店） - 2018年3月11日閉店。
- 千里山店 - 2018年8月31日閉店。
- 阪神西梅田店 - 駅改良工事のため2021年8月31日閉店。

#### アズナスエクスプレス
- 梅田1階店 - 阪急梅田駅構内。
- 上牧店
- 洛西口店
- 梅田西改札内店 - 阪神梅田駅西改札内。駅改良工事のため閉店。
- 姫島店
- 小林店

## その他
- 「ASsooNAS」当時のアズナスには独自のキャラクターがあり、キャラクターの名前も公募され「テキパクン」という名前になったが、ロゴが「ASsooNAS」から「asnas」に変更されたときに、一旦消滅した。しかし公式ページでは現在でも紹介されており、最近はリーフレットなどで復活している模様である。
- 公表されていないが、阪急西宮ガーデンズ等の商業施設裏には施設従業員専用のアズナス（現：ローソンHBおよびローソンHD）が存在する。